# Mike Conway
Mike Conway (1983. augusztus 19. –) brit autóversenyző, a 2021-es Le Mans-i 24 órás verseny győztese.

## Pályafutása
1998-tól 2000-ig gokartversenyeken vett részt. 2001-ben és 2002-ben a brit Formula–Ford bajnokságban szerepelt. A 2001-es szezont a negyedik helyen zárta. 2004-ben megnyerte a brit Formula–Renault sorozatot.
2005-ben és 2006-ban hazája Formula–3-as bajnokságában versenyzett, ahol második évében bajnok lett, továbbá részt vett a Masters of Formula 3-on és a Makaói GP-n.

### GP2

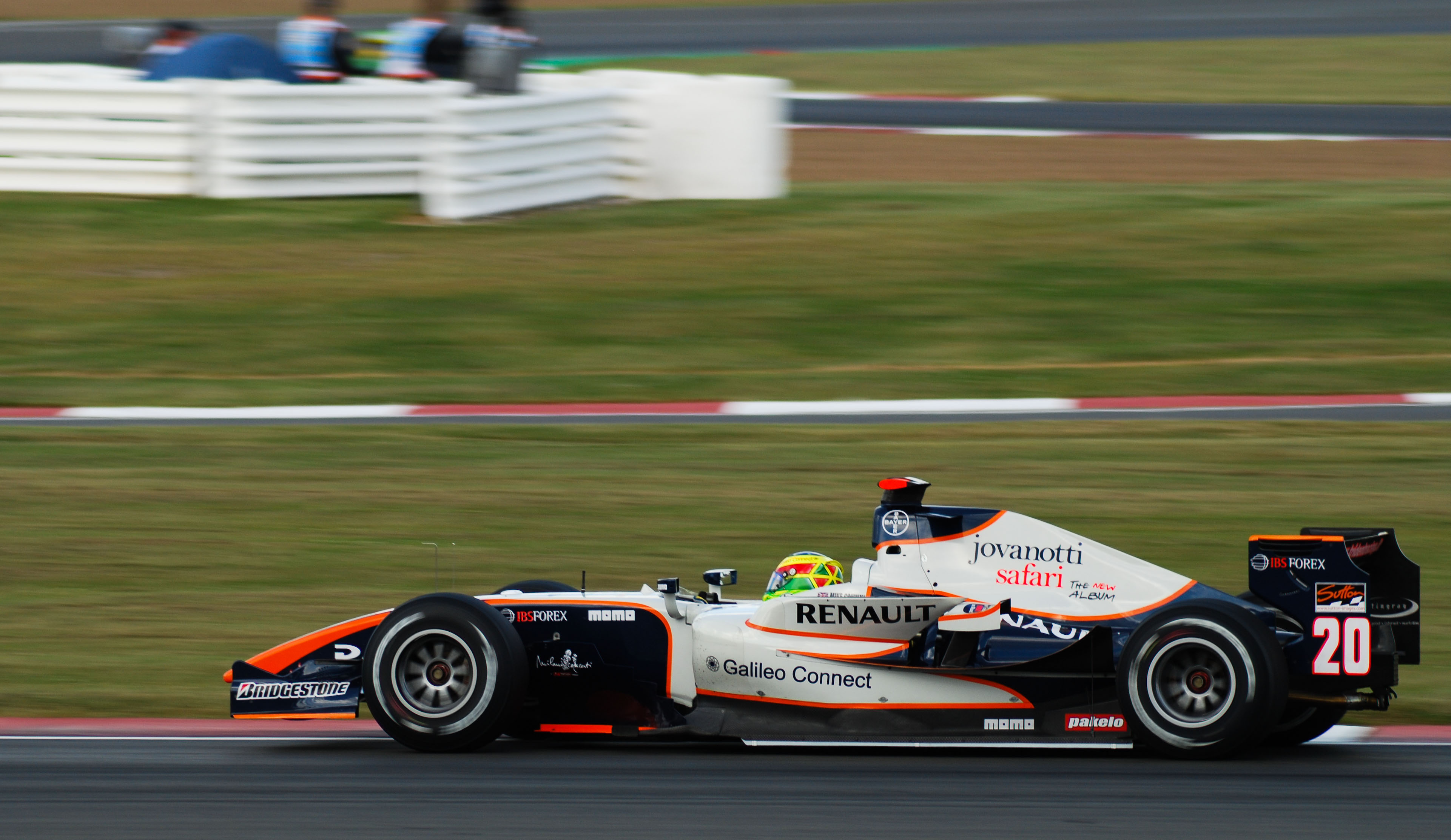
A Trident Racing autójában a 2008-as silverstone-i versenyen

A 2006-os brit versenyen debütált a sorozatban. Mike a sérült Olivier Pla-t helyettesítette a két futamon. Pontot ekkor még nem szerzett, mindkétszer a tizenegyedik helyen ért célba.
2007-ben a Formula–1-es Honda Racing egyik tesztpilótája lett, valamint a Super Nova Racing-hez szerződött a GP2-es versenyekre. A szezon összes futamán jelen volt, ám még csapattársa, Luca Filippi rendre a mezőny élén volt, Mike mindössze egyszer állt dobogón és csak a tizennegyedik helyen zárt a pontversenyben.
2008-ban továbbra is tesztpilóta volt a Hondánál, ám a GP2-ben a Trident Racing-hez került át. A szezon nagy részén a középmezőnyben szerepelt, ám a monacói sprintfutamon megszerezte egyetlen győzelmét a sorozatban. Húsz pontjával végül a tizenkettedik helyen zárta az összetett értékelést.

### IndyCar
2009-re az amerikai IndyCar Series sorozatba, a Dreyer & Reinbold Racing-hez szerződött. Első évében egyszer állt a dobogón és tizenhetedikként zárt az összesítésben.
A 2010-es szezont egy nyolcadik helyezéssel kezdte Sao Pauloban. Az első tízben végzett Alabamában és Long Beach-en is. Az indianapolisi 500-on két körrel a verseny vége előtt Ryan Hunter-Reay mellett haladt amikor a két kocsi oldala és kereke összeért. Conway ellenfele autójáról elrugaszkodva, Hunter-Reay autóján felrepülve a levegőbe emelkedett és nagysebességgel a betonkorlátnak illetve a védőkerítésnek ütközött. A versenyautó darabjaira törött és szinte csak a vezetőt védő pilótafülke maradt egyben belőle. Conwayt lábtöréssel az egyik helyi kórházba szállították.
A 2011-es szezont egy huszonharmadik és egy huszonkettedik helyezéssel kezdte, majd megszerezte pályafutása első IndyCar futamgyőzelmét Long Beach-ben utána São Pauloban hatodik helyen ért célba. Az indianapolisi 500 olyan balul sikerült Conway számára, hogy még a futamra sem tudta kvalifikálni magát és a csapattársával Hunter-Reay-el ellentétben nem kapott más autót a futamra.

## Eredményei

### Teljes GP2-es eredménysorozata
(Táblázat értelmezése)

(Félkövér: pole-pozícióból indult; dőlt: leggyorsabb kört futott) 

| Év   | Csapat            | 1          | 2         | 3          | 4          | 5          | 6         | 7          | 8         | 9          | 10         | 11         | 12         | 13        | 14         | 15         | 16         | 17        | 18         | 19         | 20         | 21        | Helyezés | Pont |
| ---- | ----------------- | ---------- | --------- | ---------- | ---------- | ---------- | --------- | ---------- | --------- | ---------- | ---------- | ---------- | ---------- | --------- | ---------- | ---------- | ---------- | --------- | ---------- | ---------- | ---------- | --------- | -------- | ---- |
| 2006 | DPR Direxiv       | VAL FEA    | VAL SPR   | SMR FEA    | SMR SPR    | EUR FEA    | EUR SPR   | ESP FEA    | ESP SPR   | MON FEA    | GBR FEA 11 | GBR SPR 11 | FRA FEA    | FRA SPR   | GER FEA    | GER SPR    | HUN FEA    | HUN SPR   | TUR FEA    | TUR SPR    | ITA FEA    | ITA SPR   | 29.      | 0    |
| 2007 | Super Nova Racing | BHR FEA Ki | BHR SPR 5 | ESP FEA Ki | ESP SPR 12 | MON FEA Ki | FRA FEA 9 | FRA SPR Ki | GBR FEA 2 | GBR SPR 5  | EUR FEA 18 | EUR SPR 15 | HUN FEA Ki | HUN SPR 8 | TUR FEA Ki | TUR SPR Ki | ITA FEA Ki | ITA SPR 9 | BEL FEA 5  | BEL SPR 5  | VAL FEA 16 | VAL SPR 9 | 14.      | 19   |
| 2008 | Trident           | ESP FEA Ki | ESP SPR 8 | TUR FEA 9  | TUR SPR 5  | MON FEA 8  | MON SPR 1 | FRA FEA 8  | FRA SPR 6 | GBR FEA 14 | GBR SPR 4  | GER FEA Ki | GER SPR 9  | HUN FEA 6 | HUN SPR 11 | EUR FEA Ki | EUR SPR 8  | BEL FEA 7 | BEL SPR Ki | ITA FEA 13 | ITA SPR Ki |           | 12.      | 20   |

### Teljes IndyCar eredménysorozata
(Táblázat értelmezése)

(Félkövér: pole-pozícióból indult; dőlt: leggyorsabb kört futott) 

| Év   | Csapat            | 1      | 2      | 3      | 4       | 5       | 6       | 7      | 8      | 9      | 10     | 11     | 12     | 13     | 14     | 15     | 16     | 17     | 18    | Helyezés | Pont |
| ---- | ----------------- | ------ | ------ | ------ | ------- | ------- | ------- | ------ | ------ | ------ | ------ | ------ | ------ | ------ | ------ | ------ | ------ | ------ | ----- | -------- | ---- |
| 2009 | Dreyer & Reinbold | STP 22 | LBH 21 | KAN 19 | INDY 18 | MIL 20  | TXS 19  | IOW 8  | RIR 18 | WGL 6  | TOR 22 | EDM 20 | KTY 17 | MDO 20 | SNM 3  | CHI 16 | MOT 22 | HMS 15 |       | 17.      | 261  |
| 2010 | Dreyer & Reinbold | SAO 8  | STP 19 | ALA 9  | LBH 10  | KAN 14  | INDY 19 | TXS    | IOW    | WGL    | TOR    | EDM    | MDO    | SNM    | CHI    | KTY    | MOT    | HMS    |       | 15.      | 110  |
| 2011 | Andretti Autosprt | STP 23 | ALA 22 | LBH 1  | SAO 6   | INDY Nk | TX1 24  | TX2 17 | MIL 12 | IOW 24 | TOR 22 | EDM 8  | MDO 26 | NHA 25 | SNM 16 | BAL 23 | MOT 9  | KTY 18 | LVS T | 17.      | 248  |

#### Indianapolis 500
| Év   | Karosszéria | Motor | Rajthely | Eredmény | Csapat                   |
| ---- | ----------- | ----- | -------- | -------- | ------------------------ |
| 2009 | Dallara     | Honda | 27       | 18       | Dreyer & Reinbold Racing |
| 2010 | Dallara     | Honda | 15       | 19       | Dreyer & Reinbold Racing |
| 2011 | Dallara     | Honda | Nk       | Nk       | Andretti Autosport       |

### Le Mans-i 24 órás autóverseny
| Év   | Csapat              | Csapattárs                       | Autó                | Kategória | Kör | Összetett Helyezés | Kategória Helyezés |
| ---- | ------------------- | -------------------------------- | ------------------- | --------- | --- | ------------------ | ------------------ |
| 2013 | G-Drive-Nissan      | John Martin Roman Ruszinov       | Oreca 03-Nissan     | LMP2      | 327 | Nem indult         | Nem indult         |
| 2015 | Toyota Racing       | Alexander Wurz Stéphane Sarrazin | Toyota TS040 Hybrid | LMP1      | 387 | 6.                 | 6.                 |
| 2016 | Toyota Gazoo Racing | Kobajasi Kamui Stéphane Sarrazin | Toyota TS050 Hybrid | LMP1      | 381 | 2.                 | 2.                 |
| 2017 | Toyota Gazoo Racing | Kobajasi Kamui Stéphane Sarrazin | Toyota TS050 Hybrid | LMP1      | 154 | Kiesett            | Kiesett            |
| 2018 | Toyota Gazoo Racing | Kobajasi Kamui José María López  | Toyota TS050 Hybrid | LMP1      | 386 | 2.                 | 2.                 |
| 2019 | Toyota Gazoo Racing | Kobajasi Kamui José María López  | Toyota TS050 Hybrid | LMP1      | 385 | 2.                 | 2.                 |
| 2020 | Toyota Gazoo Racing | Kobajasi Kamui José María López  | Toyota TS050 Hybrid | LMP1      | 381 | 3.                 | 3.                 |
| 2021 | Toyota Gazoo Racing | Kobajasi Kamui José María López  | Toyota GR010 Hybrid | Hypercar  | 371 | 1.                 | 1.                 |
| 2022 | Toyota Gazoo Racing | Kobajasi Kamui José María López  | Toyota GR010 Hybrid | Hypercar  | 380 | 2.                 | 2.                 |
| 2023 | Toyota Gazoo Racing | Kobajasi Kamui José María López  | Toyota GR010 Hybrid | Hypercar  | 103 | Kiesett            | Kiesett            |
| 2024 | Toyota Gazoo Racing | Kobajasi Kamui Nyck de Vries     | Toyota GR010 Hybrid | Hypercar  |     |                    |                    |

### Teljes FIA World Endurance Championship eredménysorozata
(Táblázat értelmezése)

(Félkövér: pole-pozícióból indult; dőlt: leggyorsabb kört futott) 

| Év      | Csapat              | Osztály  | Kasztni             | Motor                          | 1      | 2      | 3       | 4      | 5      | 6     | 7     | 8     | 9     | Helyezés | Pont  |
| ------- | ------------------- | -------- | ------------------- | ------------------------------ | ------ | ------ | ------- | ------ | ------ | ----- | ----- | ----- | ----- | -------- | ----- |
| 2013    | G-Drive Racing      | LMP2     | Oreca 03            | Nissan VK45DE 4.5 L V8         | SIL 6  | SPA 4  | LMS Ni  | SÃO 1  | COA 1  | FUJ 2 | SHA 1 | BHR 1 |       | 3.       | 132   |
| 2014    | Toyota Racing       | LMP1     | Toyota TS040 Hybrid | Toyota 3.4 L V8 (Hybrid)       | SIL    | SPA    | LMS     | COA 6  | FUJ    | SHA   | BHR 1 | SÃO 4 |       | 11.      | 45    |
| 2015    | Toyota Racing       | LMP1     | Toyota TS040 Hybrid | Toyota 3.4 L V8 (Hybrid)       | SIL 4  | SPA 5  | LMS 6   | NÜR 6  | COA Ki | FUJ 6 | SHA 5 | BHR 3 |       | 6.       | 79    |
| 2016    | Toyota Gazoo Racing | LMP1     | Toyota TS050 Hybrid | Toyota 2.4 L Turbo V6 (Hybrid) | SIL 2  | SPA Ki | LMS 2   | NÜR 6  | MEX 3  | COA 3 | FUJ 1 | SHA 2 | BHR 5 | 3.       | 145   |
| 2017    | Toyota Gazoo Racing | LMP1     | Toyota TS050 Hybrid | Toyota 2.4 L Turbo V6 (Hybrid) | SIL 13 | SPA 2  | LMS Ki  | NÜR 3  | MEX 4  | COA 4 | FUJ 2 | SHA 4 | BHR 4 | 5.       | 103.5 |
| 2018–19 | Toyota Gazoo Racing | LMP1     | Toyota TS050 Hybrid | Toyota 2.4 L Turbo V6 (Hybrid) | SPA 2  | LMS 2  | SIL Kiz | FUJ 1  | SHA 1  | SEB 2 | SPA 6 | LMS 2 |       | 2.       | 157   |
| 2019–20 | Toyota Gazoo Racing | LMP1     | Toyota TS050 Hybrid | Toyota 2.4 L Turbo V6          | SIL 1  | FUJ 2  | SHA 3   | BHR 1  | COA 3  | SPA 1 | LMS 3 | BHR 1 |       | 1.       | 207   |
| 2021    | Toyota Gazoo Racing | Hypercar | Toyota GR010 Hybrid | Toyota 3.5 L Turbo V6 (Hybrid) | SPA 3  | ALG 2  | MNZ 1   | LMS 1  | BHR 1  | BHR 2 |       |       |       | 1.       | 173   |
| 2022    | Toyota Gazoo Racing | Hypercar | Toyota GR010 Hybrid | Toyota 3.5 L Turbo V6 (Hybrid) | SEB Ki | SPA 1  | LMS 2   | MNZ 3  | FUJ 2  | BHR 1 |       |       |       | 3.       | 133   |
| 2023    | Toyota Gazoo Racing | Hypercar | Toyota GR010 Hybrid | Toyota 3.5 L Turbo V6 (Hybrid) | SEB 1  | ALG 9  | SPA 1   | LMS Ki | MNZ 1  | FUJ 1 | BHR 2 |       |       | 2.       | 145   |
| 2024    | Toyota Gazoo Racing | Hypercar | Toyota GR010 Hybrid | Toyota 3.5 L Turbo V6 (Hybrid) | QAT    | IMO    | SPA     | LMS    | SÃO    | COA   | FUJ   | BHR   |       | *        | *     |

* A szezon jelenleg is zajlik.

## Külső hivatkozások
- Hivatalos honlapja
- Profilja a driverdatabase.com honlapon
- Profilja a speedsport-magazine.com honlapon